# Nancy Haberland
Nancy Haberland (Evanston, 16 de agosto de 1960) es una deportista estadounidense que compitió en vela en la clase Yngling. Ganó una medalla de bronce en el Campeonato Mundial de Yngling de 2004.

## Palmarés internacional
| \| Campeonato Mundial \| Campeonato Mundial \| Campeonato Mundial \| Campeonato Mundial \| \| Año \| Lugar \| Medalla \| Clase \| \| ------------------ \| ------------------ \| ------------------ \| ------------------ \| \| 2004 \| Santander (España) \| Medalla de bronce \| Yngling \| |                    |                   |         |
| Campeonato Mundial |                    |                   |         |
| Año | Lugar              | Medalla           | Clase   |
| 2004 | Santander (España) | Medalla de bronce | Yngling |